# Pactum de quota litis
Um pactum de quota litis no direito contratual é um acordo em que o credor de uma quantia difícil de recuperar promete uma parte a quem se compromete a recuperá-la. Geralmente utilizado em litígios, uma parte fornece fundos para as custas judiciais da outra em troca de uma parcela dos lucros, caso o caso seja bem-sucedido.
Em geral, os advogados abstêm-se de celebrar tal contrato e este não é legal em todo o lado (a França é um exemplo de como tornar este tipo de acordo ilegal).
O mesmo se aplica à lei belga, tal como estabelecida no artigo 446ter do seu Código Judiciário.
E, como regra geral, ao abrigo do Código de Conduta emitido pelo Conselho das Ordens dos Advogados da Europa, os advogados europeus não estão autorizados a cobrar pelos seus serviços com base no princípio do pactum de quota litis. Este código de conduta nem sempre é aplicável na sua totalidade a todos os advogados europeus, mas em vários países europeus tem efeito direto, por exemplo, em questões transfronteiriças. Existem também ordens de advogados europeias que proíbem o pactum de quota litis a nível nacional.